# Cilunculus crinitus
Cilunculus crinitus là một loài nhện biển trong họ Ammotheidae. Loài này thuộc chi Cilunculus. Cilunculus crinitus được miêu tả khoa học năm 1991 bởi Stock.